# Дубик Роман
Роман Дубик (псевдо: «Боєвір»; нар. 1922, м. Чернівці — пом. 23 березня 1945, біля с. Гринява, Верховинський район, Івано-Франківська область) — український військовик, сотенний 3-ї сотні Буковинського куреня УПА.

## Життєпис
Народився у Чернівцях. Закінчив Чернівецьку гімназію. Працював учителем. Член ОУН з 1942 року. Перебрався до Галичини. 
Закінчив підстаршинську школу УДП у м. Львові. Комендант Української допоміжної поліції у м. Жаб'є. У квітні 1944 року перейшов в УПА. Чотар сотні Юліана Матвіїва-«Недобитого», сотенний сотні група «Гуцульщина». 
У листопаді 1944 року переведений на Буковину. Сотенний 3-ї сотні Буковинського куреня УПА (11.1944-03.1945).
Один з вояків сотні Юрій Ференчук так характеризував командира: 
| Сотенний «Боєвір» був дуже суворий, гарячкуватий, що часом неґативно впливало на бійців. Він був занадто жорстокий і для мертвого ворога.[4] |
Загинув 23 березня 1945 року поблизу села Гринява, на полонині Мала Дуконя, в бою з військами НКВС, прикриваючи відхід сотні.

## Вшанування пам'яті
12 жовтня  2018 року в м. Путила  відбулося відкриття пам'ятника Провідникам  ОУН і УПА, які загинули за волю народу в Буковинських Карпатах. На ньому викарбувано й ім'я Романа Дубика.